# Playboi Carti/Diskografie
Diese Diskografie ist eine Übersicht über die musikalischen Werke des US-amerikanischen Rappers Playboi Carti und seiner Pseudonyme wie Cash Carti und Sir Cartier. Den Schallplattenauszeichnungen zufolge hat er bisher mehr als 35,2 Millionen Tonträger verkauft, davon allein in den Vereinigten Staaten über 25 Millionen. Seine erfolgreichste Veröffentlichung ist das Lied Fe!n mit über 6,3 Millionen verkauften Einheiten.

## Alben

### Studioalben
| Jahr | Titel Musiklabel                                        | Höchstplatzierung, Gesamtwochen, AuszeichnungChartplatzierungen (Jahr, Titel, Musiklabel, Platzierungen, Wochen, Auszeichnungen, Anmerkungen) | Höchstplatzierung, Gesamtwochen, AuszeichnungChartplatzierungen (Jahr, Titel, Musiklabel, Platzierungen, Wochen, Auszeichnungen, Anmerkungen) | Höchstplatzierung, Gesamtwochen, AuszeichnungChartplatzierungen (Jahr, Titel, Musiklabel, Platzierungen, Wochen, Auszeichnungen, Anmerkungen) | Höchstplatzierung, Gesamtwochen, AuszeichnungChartplatzierungen (Jahr, Titel, Musiklabel, Platzierungen, Wochen, Auszeichnungen, Anmerkungen) | Höchstplatzierung, Gesamtwochen, AuszeichnungChartplatzierungen (Jahr, Titel, Musiklabel, Platzierungen, Wochen, Auszeichnungen, Anmerkungen) | Anmerkungen                                                 |
| Jahr | Titel Musiklabel                                        | DE | AT | CH | UK | US | Anmerkungen                                                 |
| ---- | ------------------------------------------------------- | --- | --- | --- | --- | --- | ----------------------------------------------------------- |
| 2018 | Die Lit AWGE Records • Interscope Records (UMG)         | — | — | CH37 (1 Wo.)CH | UK27 Gold · (1 Wo.)UK | US3 Gold · (159 Wo.)US | Erstveröffentlichung: 11. Mai 2018 Verkäufe: + 635.000      |
| 2020 | Whole Lotta Red AWGE Records • Interscope Records (UMG) | DE44 (1 Wo.)DE | AT49 (2 Wo.)AT | CH4 (5 Wo.)CH | UK17 Gold · (2 Wo.)UK | US1 Gold · (149 Wo.)US | Erstveröffentlichung: 25. Dezember 2020 Verkäufe: + 665.000 |
| 2025 | Music AWGE Records • Interscope Records (UMG)           | DE3 (10 Wo.)DE | AT1 (12 Wo.)AT | CH1 (15 Wo.)CH | UK1 Silber · (8 Wo.)UK | US1 (… Wo.)US | Erstveröffentlichung: 14. März 2025 Verkäufe: + 67.500      |

### Kompilationen
| Jahr | Titel Musiklabel          | Anmerkungen                              |
| ---- | ------------------------- | ---------------------------------------- |
| 2016 | In Abundance Selbstverlag | Erstveröffentlichung: 30. September 2016 |

### Mixtapes
| Jahr              | Titel Musiklabel                                      | Höchstplatzierung, Gesamtwochen, AuszeichnungChartplatzierungen (Jahr, Titel, Musiklabel, Platzierungen, Wochen, Auszeichnungen, Anmerkungen) | Höchstplatzierung, Gesamtwochen, AuszeichnungChartplatzierungen (Jahr, Titel, Musiklabel, Platzierungen, Wochen, Auszeichnungen, Anmerkungen) | Höchstplatzierung, Gesamtwochen, AuszeichnungChartplatzierungen (Jahr, Titel, Musiklabel, Platzierungen, Wochen, Auszeichnungen, Anmerkungen) | Höchstplatzierung, Gesamtwochen, AuszeichnungChartplatzierungen (Jahr, Titel, Musiklabel, Platzierungen, Wochen, Auszeichnungen, Anmerkungen) | Höchstplatzierung, Gesamtwochen, AuszeichnungChartplatzierungen (Jahr, Titel, Musiklabel, Platzierungen, Wochen, Auszeichnungen, Anmerkungen) | Anmerkungen                                                |
| Jahr              | Titel Musiklabel                                      | DE | AT | CH | UK | US | Anmerkungen                                                |
| ----------------- | ----------------------------------------------------- | --- | --- | --- | --- | --- | ---------------------------------------------------------- |
| als Sir Cartier   |                                                       | | | | | |                                                            |
|                   |                                                       | | | | | |                                                            |
| 2011              | THC: The High Chronicals Selbstverlag                 | — | — | — | — | — | Erstveröffentlichung: 5. November 2011                     |
| 2012              | Young Mi$fit Selbstverlag                             | — | — | — | — | — | Erstveröffentlichung: 12. November 2012                    |
| 2013              | $ensation Selbstverlag                                | — | — | — | — | — | Erstveröffentlichung: 15. Juli 2013                        |
| als Playboi Carti |                                                       | | | | | |                                                            |
|                   |                                                       | | | | | |                                                            |
| 2017              | Playboi Carti AWGE Records • Interscope Records (UMG) | — | — | — | UK— GoldUK | US12 Platin · (65 Wo.)US | Erstveröffentlichung: 14. April 2017 Verkäufe: + 1.135.000 |

### EPs
| Jahr | Titel Musiklabel           | Anmerkungen                                            |
| ---- | -------------------------- | ------------------------------------------------------ |
| 2015 | Death in Tune Selbstverlag | Erstveröffentlichung: 13. Mai 2015                     |
| 2016 | PlayboiFresh Selbstverlag  | Erstveröffentlichung: 11. Februar 2016 mit Chris Fresh |

## Singles

### Als Leadmusiker
| Jahr | Titel Album                           | Höchstplatzierung, Gesamtwochen, AuszeichnungChartplatzierungen (Jahr, Titel, Album, Platzierungen, Wochen, Auszeichnungen, Anmerkungen) | Höchstplatzierung, Gesamtwochen, AuszeichnungChartplatzierungen (Jahr, Titel, Album, Platzierungen, Wochen, Auszeichnungen, Anmerkungen) | Höchstplatzierung, Gesamtwochen, AuszeichnungChartplatzierungen (Jahr, Titel, Album, Platzierungen, Wochen, Auszeichnungen, Anmerkungen) | Höchstplatzierung, Gesamtwochen, AuszeichnungChartplatzierungen (Jahr, Titel, Album, Platzierungen, Wochen, Auszeichnungen, Anmerkungen) | Höchstplatzierung, Gesamtwochen, AuszeichnungChartplatzierungen (Jahr, Titel, Album, Platzierungen, Wochen, Auszeichnungen, Anmerkungen) | Anmerkungen                                                                   |
| Jahr | Titel Album                           | DE | AT | CH | UK | US | Anmerkungen                                                                   |
| --- | ------------------------------------- | --- | --- | --- | --- | --- | ----------------------------------------------------------------------------- |
| 2015 | Dem Callin’ In Abundance              | — | — | — | — | — | Erstveröffentlichung: 10. Dezember 2015 feat. Ramriddlz                       |
| 2015 | Freestyle / 4 the People In Abundance | — | — | — | — | — | Erstveröffentlichung: 10. Dezember 2015 feat. Ethereal                        |
| 2017 | Broke Boi –                           | — | — | — | — | — | Erstveröffentlichung: 3. März 2017                                            |
| 2017 | Lookin’ Playboi Carti                 | — | — | — | — | — | Erstveröffentlichung: 17. März 2017 Verkäufe: + 500.000; feat. Lil Uzi Vert   |
| 2017 | Woke Up Like This Playboi Carti       | — | — | — | UK— SilberUK | US76 ×2Doppelplatin · (10 Wo.)US | Erstveröffentlichung: 7. April 2017 Verkäufe: + 2.295.000; feat. Lil Uzi Vert |
| 2017 | Magnolia Playboi Carti                | — | — | — | UK— GoldUK | US29 ×3Dreifachplatin · (20 Wo.)US | Erstveröffentlichung: 10. Juli 2017 Verkäufe: + 3.840.000                     |
| 2018 | In the Lobby –                        | — | — | — | — | — | Erstveröffentlichung: 9. März 2018 mit Sosamann                               |
| 2018 | Shoota Die Lit                        | — | — | — | UK— SilberUK | US46 Platin · (4 Wo.)US | Erstveröffentlichung: 11. Mai 2018 Verkäufe: + 1.265.000; feat. Lil Uzi Vert  |
| 2020 | @ Meh Whole Lotta Red                 | — | AT68 (1 Wo.)AT | CH53 (1 Wo.)CH | UK51 (1 Wo.)UK | US35 (1 Wo.)US | Erstveröffentlichung: 16. April 2020                                          |
| 2024 | All Red –                             | DE54 (1 Wo.)DE | AT13 (1 Wo.)AT | CH17 (1 Wo.)CH | UK32 (1 Wo.)UK | US15 (4 Wo.)US | Erstveröffentlichung: 13. September 2024 Verkäufe: + 20.000                   |
| Folgende Lieder erschienen nicht als Single, wurden aber durch das Album zum Download und Streaming bereitgestellt und konnten somit eine Platzierung erlangen: |                                       | | | | | |                                                                               |
| |                                       | | | | | |                                                                               |
| 2021 | Slay3r Whole Lotta Red                | — | — | — | — | US72 (1 Wo.)US | Charteinstieg: 9. Januar 2021                                                 |
| 2021 | Go2DaMoon Whole Lotta Red             | — | — | — | — | US82 (1 Wo.)US | Charteinstieg: 9. Januar 2021 feat. Kanye West                                |
| 2021 | Vamp Anthem Whole Lotta Red           | — | — | — | — | US90 (1 Wo.)US | Charteinstieg: 9. Januar 2021 Verkäufe: + 25.000                              |
| 2021 | New N3on Whole Lotta Red              | — | — | — | — | US92 (1 Wo.)US | Charteinstieg: 9. Januar 2021                                                 |
| 2021 | M3tamorphosis Whole Lotta Red         | — | — | — | — | US99 (1 Wo.)US | Charteinstieg: 9. Januar 2021 feat. Kid Cudi                                  |
| 2025 | Evil J0rdan Music                     | — | AT6 (3 Wo.)AT | CH3 (3 Wo.)CH | UK7 (3 Wo.)UK | US2 (5 Wo.)US | Charteinstieg: 23. März 2025                                                  |
| 2025 | Rather Lie Music                      | — | AT12 (2 Wo.)AT | CH8 (3 Wo.)CH | UK10 (5 Wo.)UK | US4 (… Wo.)US | Charteinstieg: 23. März 2025 feat. The Weeknd                                 |
| 2025 | Toxic Music                           | — | — | — | UK21 (2 Wo.)UK | US34 (2 Wo.)US | Charteinstieg: 23. März 2025 feat. Skepta                                     |
| 2025 | Good Credit Music                     | — | — | — | — | US17 (2 Wo.)US | Charteinstieg: 29. März 2025 feat. Kendrick Lamar                             |
| 2025 | Crush Music                           | — | AT16 (1 Wo.)AT | — | — | US19 (2 Wo.)US | Charteinstieg: 29. März 2025 feat. Travis Scott                               |
| 2025 | Backd00r Music                        | — | — | — | — | US25 (2 Wo.)US | Charteinstieg: 29. März 2025 feat. Kendrick Lamar & Jhené Aiko                |
| 2025 | Mojo Jojo Music                       | — | — | — | — | US27 (1 Wo.)US | Charteinstieg: 29. März 2025                                                  |
| 2025 | Philly Music                          | — | — | — | — | US28 (2 Wo.)US | Charteinstieg: 29. März 2025 feat. Travis Scott                               |
| 2025 | Fine Shit Music                       | — | — | — | — | US33 (2 Wo.)US | Charteinstieg: 29. März 2025                                                  |
| 2025 | K-Pop Music                           | — | — | — | — | US36 (1 Wo.)US | Charteinstieg: 29. März 2025                                                  |
| 2025 | Pop Out Music                         | — | — | — | — | US41 (1 Wo.)US | Charteinstieg: 29. März 2025                                                  |
| 2025 | Radar Music                           | — | — | — | — | US43 (1 Wo.)US | Charteinstieg: 29. März 2025                                                  |
| 2025 | Trim Music                            | — | — | — | — | US46 (1 Wo.)US | Charteinstieg: 29. März 2025 feat. Future                                     |
| 2025 | HBA Music                             | — | — | — | — | US48 (1 Wo.)US | Charteinstieg: 29. März 2025                                                  |
| 2025 | Charge Dem Hoes a Fee Music           | — | — | — | — | US49 (1 Wo.)US | Charteinstieg: 29. März 2025 feat. Future & Travis Scott                      |
| 2025 | Wake Up F1lthy Music                  | — | — | — | — | US52 (1 Wo.)US | Charteinstieg: 29. März 2025 feat. Travis Scott                               |
| 2025 | Jumpin Music                          | — | — | — | — | US53 (1 Wo.)US | Charteinstieg: 29. März 2025 feat. Lil Uzi Vert                               |
| 2025 | I Seeeeee You Baby Boi Music          | — | — | — | — | US54 (1 Wo.)US | Charteinstieg: 29. März 2025                                                  |
| 2025 | Crank Music                           | — | — | — | — | US55 (1 Wo.)US | Charteinstieg: 29. März 2025                                                  |
| 2025 | Like Weezy Music                      | — | — | — | — | US56 (2 Wo.)US | Charteinstieg: 29. März 2025                                                  |
| 2025 | Twin Trim Music                       | — | — | — | — | US58 (1 Wo.)US | Charteinstieg: 29. März 2025 feat. Lil Uzi Vert                               |
| 2025 | Olympian Music                        | — | — | — | — | US65 (1 Wo.)US | Charteinstieg: 29. März 2025                                                  |
| 2025 | Munyun Music                          | — | — | — | — | US69 (1 Wo.)US | Charteinstieg: 29. März 2025                                                  |
| 2025 | We Need All Da Vibes Music            | — | — | — | — | US71 (1 Wo.)US | Charteinstieg: 29. März 2025 feat. Young Thug & Ty Dolla Sign                 |
| 2025 | Opm Babi Music                        | — | — | — | — | US75 (1 Wo.)US | Charteinstieg: 29. März 2025                                                  |
| 2025 | Cocaine Nose Music                    | — | — | — | — | US80 (1 Wo.)US | Charteinstieg: 29. März 2025                                                  |
| 2025 | Dis 1 Got It Music                    | — | — | — | — | US85 (1 Wo.)US | Charteinstieg: 29. März 2025                                                  |
| 2025 | Overly Music                          | — | — | — | — | US86 (1 Wo.)US | Charteinstieg: 29. März 2025                                                  |
| 2025 | South Atlanta Baby Music              | — | — | — | — | US88 (1 Wo.)US | Charteinstieg: 29. März 2025                                                  |
| 2025 | Walk Music                            | — | — | — | — | US96 (1 Wo.)US | Charteinstieg: 29. März 2025                                                  |

### Als Gastmusiker
| Jahr | Titel Album                                 | Höchstplatzierung, Gesamtwochen, AuszeichnungChartplatzierungen (Jahr, Titel, Album, Platzierungen, Wochen, Auszeichnungen, Anmerkungen) | Höchstplatzierung, Gesamtwochen, AuszeichnungChartplatzierungen (Jahr, Titel, Album, Platzierungen, Wochen, Auszeichnungen, Anmerkungen) | Höchstplatzierung, Gesamtwochen, AuszeichnungChartplatzierungen (Jahr, Titel, Album, Platzierungen, Wochen, Auszeichnungen, Anmerkungen) | Höchstplatzierung, Gesamtwochen, AuszeichnungChartplatzierungen (Jahr, Titel, Album, Platzierungen, Wochen, Auszeichnungen, Anmerkungen) | Höchstplatzierung, Gesamtwochen, AuszeichnungChartplatzierungen (Jahr, Titel, Album, Platzierungen, Wochen, Auszeichnungen, Anmerkungen) | Anmerkungen |
| Jahr | Titel Album                                 | DE | AT | CH | UK | US | Anmerkungen |
| --- | ------------------------------------------- | --- | --- | --- | --- | --- | --- |
| 2014 | I Got ///ÐЄpre$$ЄÐ+ĦØЄ$/// –                | — | — | — | — | — | Erstveröffentlichung: 8. September 2014 Slug Christ feat. Playboi Carti                                                                |
| 2015 | 4 T Spoon Yung Bans                         | — | — | — | — | — | Erstveröffentlichung: 20. Mai 2015 Yung Bans feat. Playboi Carti                                                                       |
| 2015 | Whole Thang Gift of Gab                     | — | — | — | — | — | Erstveröffentlichung: 5. Juli 2015 UnoTheActivist feat. Maxo Kream & Playboi Carti                                                     |
| 2015 | Peepin’ –                                   | — | — | — | — | — | Erstveröffentlichung: 23. Juli 2015 Gucci Mane feat. 21 Savage & Playboi Carti                                                         |
| 2015 | Milkshake (Remix) –                         | — | — | — | — | — | Erstveröffentlichung: 8. August 2015 Bootychaaain feat. Playboi Carti                                                                  |
| 2015 | Beef –                                      | — | — | — | — | — | Erstveröffentlichung: 16. September 2015 Ethereal feat. Playboi Carti                                                                  |
| 2015 | 2Door –                                     | — | — | — | — | — | Erstveröffentlichung: 2. Oktober 2015 Lambs feat. Playboi Carti                                                                        |
| 2015 | Ian Connor –                                | — | — | — | — | — | Erstveröffentlichung: 5. Oktober 2015 Brandon Thomas feat. Playboi Carti                                                               |
| 2015 | Every Since Whole Thang                     | — | — | — | — | — | Erstveröffentlichung: 9. Oktober 2015 UnoTheActivist feat. Playboi Carti & Thouxanbanfauni                                             |
| 2015 | Too Much Dope –                             | — | — | — | — | — | Erstveröffentlichung: 18. Oktober 2015 Key! feat. Playboi Carti                                                                        |
| 2015 | Speedy Gonzales Water White                 | — | — | — | — | — | Erstveröffentlichung: 28. Oktober 2015 Justin Rose feat. Playboi Carti                                                                 |
| 2015 | 4 the People –                              | — | — | — | — | — | Erstveröffentlichung: 12. Dezember 2015 Ethereal feat. Playboi Carti                                                                   |
| 2015 | Snow –                                      | — | — | — | — | — | Erstveröffentlichung: 25. Dezember 2015 Kewbrik feat. Dantes & Playboi Carti                                                           |
| 2016 | LSD II (Wit Tha Fanta) –                    | — | — | — | — | — | Erstveröffentlichung: 22. Januar 2016 Cultie feat. Playboi Carti                                                                       |
| 2016 | What (Remix) Fresh5 3.0                     | — | — | — | — | — | Erstveröffentlichung: 5. April 2016 Chris fresh feat. Lil Yachty, Madeintyo, Playboi Carti & UnoTheActivist                            |
| 2016 | Faith –                                     | — | — | — | — | — | Erstveröffentlichung: 5. Mai 2016 Juice da Savage feat. Playboi Carti                                                                  |
| 2016 | Action –                                    | — | — | — | — | — | Erstveröffentlichung: 9. Juni 2016 Joey Fatts feat. ASAP Nast & Playboi Carti                                                          |
| 2016 | Hard to Breathe –                           | — | — | — | — | — | Erstveröffentlichung: 25. Juni 2016 Cash Out feat. Playboi Carti                                                                       |
| 2016 | Pump Fake –                                 | — | — | — | — | — | Erstveröffentlichung: 21. Juli 2016 Ethereal feat. Playboi Carti                                                                       |
| 2016 | In the Party –                              | — | — | — | — | — | Erstveröffentlichung: 30. August 2016 Spade Guwop feat. Johnny Cinco & Playboi Carti                                                   |
| 2016 | Geek on a Bitch (Remix) –                   | — | — | — | — | — | Erstveröffentlichung: 26. September 2016 Polo Boy Shawty feat. Famous Dex & Playboi Carti                                              |
| 2016 | Telephone Calls Cozy Tapes, Vol. 1: Friends | — | — | — | — | US— GoldUS | Erstveröffentlichung: 28. Oktober 2016 Verkäufe: + 500.000; ASAP Mob feat. ASAP Rocky, Playboi Carti, Tyler, the Creator & Yung Gleesh |
| 2016 | Word to Yams –                              | — | — | — | — | — | Erstveröffentlichung: 5. November 2016 J.R. Donato feat. Playboi Carti                                                                 |
| 2017 | Margiela Roof –                             | — | — | — | — | — | Erstveröffentlichung: 5. April 2017 Swaghollywood feat. Playboi Carti                                                                  |
| 2017 | RAF Cozy Tapes, Vol. 2: Too Cozy            | — | — | — | — | US— PlatinUS | Erstveröffentlichung: 22. Mai 2017 Verkäufe: + 1.035.000; ASAP Mob feat. ASAP Rocky, Lil Uzi Vert, Frank Ocean, Playboi Carti & Quavo  |
| 2017 | Summer Bummer Lust for Life                 | — | — | — | UK81 (2 Wo.)UK | US— GoldUS | Erstveröffentlichung: 14. Juli 2017 Verkäufe: + 535.000 Lana Del Rey feat. ASAP Rocky & Playboi Carti                                  |
| 2017 | Minute Perfect Timing                       | — | — | — | — | — | Erstveröffentlichung: 21. Juli 2017 Metro Boomin & Nav feat. Offset & Playboi Carti                                                    |
| 2017 | Butterfly Coupe Wave 1                      | — | — | — | — | — | Erstveröffentlichung: 5. August 2017 MilanMakesBeats feat. Playboi Carti & Yung Bans                                                   |
| 2017 | Still Kickin / On Go Wave 1                 | — | — | — | — | — | Erstveröffentlichung: 28. August 2017 MilanMakesBeats feat. Playboi Carti & UnoTheActivist                                             |
| 2017 | Vlone Thug Wave 1                           | — | — | — | — | — | Erstveröffentlichung: 28. August 2017 MilanMakesBeats feat. Playboi Carti & UnoTheActivist                                             |
| 2017 | Crumbs Big Baby Dram                        | — | — | — | — | — | Erstveröffentlichung: 18. November 2017 DRAM feat. Playboi Carti                                                                       |
| 2017 | Yo Pi’erre! –                               | — | — | — | — | — | Erstveröffentlichung: 24. November 2017 Pi’erre Bourne feat. Playboi Carti                                                             |
| 2017 | I’m wit the Squad –                         | — | — | — | — | — | Erstveröffentlichung: 3. Dezember 2017 Chinatown feat. Playboi Carti                                                                   |
| 2018 | Bankroll Dponthebeat, Vol. 3                | — | — | — | — | — | Erstveröffentlichung: 19. Juni 2018 DP Beats feat. Lil Uzi Vert & Playboi Carti                                                        |
| 2018 | Check Designer Drugz 3                      | — | — | — | — | — | Erstveröffentlichung: 21. Juni 2018 Hoodrich Pablo Juan feat. Playboi Carti                                                            |
| 2018 | Ciggy Said Light 0001                       | — | — | — | — | — | Erstveröffentlichung: 3. August 2018 Jack Bruno feat. Playboi Carti                                                                    |
| 2018 | Feelin’ It –                                | — | — | — | — | — | Erstveröffentlichung: 31. Oktober 2018 Trvp T feat. Playboi Carti                                                                      |
| 2019 | Paid in Full Stay                           | — | — | — | — | — | Erstveröffentlichung: 5. April 2019 Safe feat. Playboi Carti                                                                           |
| 2019 | Pissy Pamper (Kid Cudi) –                   | — | — | — | — | — | Erstveröffentlichung: 19. April 2019 Young Nudy feat. Playboi Carti                                                                    |
| 2019 | Wake Up –                                   | — | — | — | — | — | Erstveröffentlichung: 29. Juni 2019 Young Jordan feat. Playboi Carti                                                                   |
| 2019 | Intro Ambienceofthepunos                    | — | — | — | — | — | Erstveröffentlichung: 16. August 2019 iAMWVS feat. Pi’erre Bourne & Playboi Carti                                                      |
| 2019 | Brand New Bihh –                            | — | — | — | — | — | Erstveröffentlichung: 22. August 2019 Chinatown feat. Playboi Carti                                                                    |
| 2019 | Molly –                                     | — | — | — | — | — | Erstveröffentlichung: 18. Oktober 2019 Lil Promise feat. Playboi Carti                                                                 |
| 2019 | Figures of Speech –                         | — | — | — | — | — | Erstveröffentlichung: 29. Oktober 2019 Virgil Abloh feat. Playboi Carti                                                                |
| 2019 | +H/E- (Remix) –                             | — | — | — | — | — | Erstveröffentlichung: 4. Dezember 2019 Snot feat. Playboi Carti                                                                        |
| 2020 | Wicked –                                    | — | — | — | — | — | Erstveröffentlichung: 7. Februar 2020 Khoga feat. Playboi Carti                                                                        |
| 2020 | Pain 1993 Dark Lane Demo Tapes              | — | AT47 (1 Wo.)AT | CH22 (1 Wo.)CH | UK17 Silber · (3 Wo.)UK | US7 (3 Wo.)US | Erstveröffentlichung: 1. Mai 2020 Verkäufe: + 240.000; Drake feat. Playboi Carti                                                       |
| 2020 | Alien Autopsy –                             | — | — | — | — | — | Erstveröffentlichung: 1. August 2020 Sunny2point0 feat. Playboi Carti                                                                  |
| 2020 | Perky97* –                                  | — | — | — | — | — | Erstveröffentlichung: 13. August 2020 K Suave feat. Playboi Carti                                                                      |
| 2020 | South America –                             | — | — | — | — | — | Erstveröffentlichung: 16. August 2020 Chinatown feat. Playboi Carti                                                                    |
| 2021 | Miss the Rage Trip at Knight                | DE87 (1 Wo.)DE | AT56 (1 Wo.)AT | CH30 (2 Wo.)CH | UK32 Silber · (4 Wo.)UK | US11 Platin · (11 Wo.)US | Erstveröffentlichung: 7. Mai 2021 Verkäufe: + 1.465.000; Trippie Redd feat. Playboi Carti                                              |
| 2021 | Unlock It –                                 | — | — | — | — | — | Erstveröffentlichung: 30. Juli 2021 Abra feat. Playboi Carti                                                                           |
| 2023 | Popular The Highlights (Deluxe)             | DE21 Gold · (34 Wo.)DE | AT16 (21 Wo.)AT | CH11 (37 Wo.)CH | UK10 Platin · (35 Wo.)UK | US43 Platin · (19 Wo.)US | Erstveröffentlichung: 2. Juni 2023 Verkäufe: + 2.940.000 The Weeknd feat. Madonna & Playboi Carti                                      |
| 2024 | Carnival Vultures 1                         | DE13 (11 Wo.)DE | AT5 (13 Wo.)AT | CH4 (13 Wo.)CH | UK5 Gold · (11 Wo.)UK | US1 ×2Doppelplatin · (19 Wo.)US | Erstveröffentlichung: 8. Februar 2024 Verkäufe: + 2.540.000 ¥$ (Ty Dolla Sign & Kanye West) feat. Playboi Carti & Rich the Kid         |
| 2024 | Type Shit We Don’t Trust You                | DE33 (10 Wo.)DE | AT23 Gold · (14 Wo.)AT | CH11 Gold · (12 Wo.)CH | UK18 Silber · (13 Wo.)UK | US2 (20 Wo.)US | Erstveröffentlichung: 22. März 2024 Verkäufe: + 535.000 Future & Metro Boomin feat. Playboi Carti & Travis Scott                       |
| 2024 | I Luv It C,XOXO                             | DE— aDE | AT59 (1 Wo.)AT | CH66 (1 Wo.)CH | UK61 (5 Wo.)UK | US81 (1 Wo.)US | Erstveröffentlichung: 27. März 2024 Verkäufe: + 65.000; Camila Cabello feat. Playboi Carti                                             |
| 2024 | Flex FM (Freddit) USB                       | — | — | — | — | — | Erstveröffentlichung: 12. August 2024 Fred Again feat. Future, Lil Yachty, Joy Orbison & Playboi Carti                                 |
| 2024 | Timeless Hurry Up Tomorrow                  | DE8 (31 Wo.)DE | AT5 (27 Wo.)AT | CH2 Gold · (36 Wo.)CH | UK7 Platin · (31 Wo.)UK | US3 (41 Wo.)US | Erstveröffentlichung: 27. September 2024 Verkäufe: + 1.510.000; The Weeknd feat. Playboi Carti                                         |
| 2025 | Blick Sum Sugar Honey Iced Tea              | — | — | — | — | — | Erstveröffentlichung: 28. Januar 2025 Latto feat. Playboi Carti                                                                        |
| Folgende Lieder erschienen nicht als Single, wurden aber durch das Album zum Download und Streaming bereitgestellt und konnten somit eine Platzierung erlangen: |                                             | | | | | | |
| |                                             | | | | | | |
| 2018 | Get Dripped Nuthin’ 2 Prove                 | — | — | — | — | US98 Platin · (1 Wo.)US | Charteinstieg: 3. November 2018 Verkäufe: + 1.000.000; Lil Yachty feat. Playboi Carti                                                  |
| 2019 | Same Yung Nigga Drip or Down 2              | — | — | — | — | US97 Gold · (1 Wo.)US | Charteinstieg: 9. März 2019 Verkäufe: + 500.000; Gunna feat. Playboi Carti                                                             |
| 2019 | Baguettes in the Face Perfect Ten           | — | — | — | UK— SilberUK | US81 Platin · (6 Wo.)US | Charteinstieg: 27. Juli 2019 Verkäufe: + 1.220.000 Mustard feat. Nav, Playboi Carti & A Boogie wit da Hoodie                           |
| 2021 | Off the Grid Donda                          | — | AT36 (2 Wo.)AT | CH17 (2 Wo.)CH | UK15 Silber · (6 Wo.)UK | US11 Platin · (4 Wo.)US | Charteinstieg: 9. September 2021 Verkäufe: + 1.285.000 Kanye West feat. Playboi Carti & Fivio Foreign                                  |
| 2023 | Fe!n Utopia                                 | DE18 Gold · (40 Wo.)DE | AT3 (51 Wo.)AT | CH1 Platin · (62 Wo.)CH | UK13 Platin · (23 Wo.)UK | US5 ×4Vierfachplatin · (32 Wo.)US | Charteinstieg: 6. August 2023 Videoauskopplung: 30. März 2024 Verkäufe: + 6.357.000; Travis Scott feat. Playboi Carti                  |
| 2024 | Field Trip Vultures 2                       | — | — | CH64 (1 Wo.)CH | UK65 (1 Wo.)UK | US48 (2 Wo.)US | Charteinstieg: 11. August 2024 ¥$ feat. Kodak Black, Playboi Carti & Don Toliver                                                       |
| 2025 | Where Was You JackBoys 2                    | — | — | — | — | US74 (1 Wo.)US | Charteinstieg: 26. Juli 2025 mit Travis Scott & Future                                                                                 |

## Musikvideos
| Jahr | Titel         | Regie                              |
| ---- | ------------- | ---------------------------------- |
| 2015 | Plug          | Miggy Jasper                       |
| 2018 | R.I.P.        | Nick Walker                        |
| 2018 | Get Dripped   | Chadwick Tyler                     |
| 2019 | Earfquake     | Tyler Gregory Okonma               |
| 2020 | @ Meh         | Jordan Terrell Carter, Nick Walker |
| 2020 | M3tamorphosis | Nicolas R. Ballesteros             |
| 2021 | Sky           | Nick Walker                        |
| 2021 | Miss the Rage | Nick Walker                        |
| 2024 | Popular       | Pasqual Gutierrez, R.J. Sanchez    |
| 2024 | Ketamine      | Notmanagedbyme                     |
| 2024 | Type Shit     | Louie Knows, Gunner Stahl          |
| 2024 | I Luv It      | Nicolas Mendez                     |
| 2024 | Fe!n          | Gabriel Moses                      |
| 2024 | All Red       | Louie Knows                        |
| 2024 | Timeless      | Louie Knows, Gunner Stahl          |
| 2025 | Blick Sum     | Hidji, Gunner Stahl                |

## Promoveröffentlichungen
| Jahr | Titel Album                                       | Anmerkungen                                                                      |
| ---- | ------------------------------------------------- | -------------------------------------------------------------------------------- |
| 2014 | Robber –                                          | Erstveröffentlichung: 2014                                                       |
| 2014 | Yungxanhoe –                                      | Erstveröffentlichung: 7. Januar 2014                                             |
| 2014 | Heavy –                                           | Erstveröffentlichung: 8. Februar 2014                                            |
| 2014 | Talk –                                            | Erstveröffentlichung: 18. Mai 2014                                               |
| 2014 | Lost –                                            | Erstveröffentlichung: 30. Juli 2014                                              |
| 2014 | #Pray #4 #Me –                                    | Erstveröffentlichung: 1. September 2014                                          |
| 2014 | By Myself / No Help –                             | Erstveröffentlichung: 26. September 2014                                         |
| 2014 | Smash –                                           | Erstveröffentlichung: 3. Dezember 2014                                           |
| 2014 | Smash, Pt. 2 –                                    | Erstveröffentlichung: 3. Dezember 2014                                           |
| 2015 | Chill Freestyle –                                 | Erstveröffentlichung: 18. März 2015                                              |
| 2015 | Fetti –                                           | Erstveröffentlichung: 27. April 2015 mit Dash & Maxo                             |
| 2015 | Death in Tune –                                   | Erstveröffentlichung: 12. Mai 2015                                               |
| 2015 | Luh Da Feelin –                                   | Erstveröffentlichung: 12. Mai 2015 mit Slug Christ                               |
| 2015 | Don’t Tell Nobody –                               | Erstveröffentlichung: 8. August 2015                                             |
| 2015 | The Omen –                                        | Erstveröffentlichung: 8. August 2015                                             |
| 2015 | Plug Trap Talk                                    | Erstveröffentlichung: 17. November 2015 Rich the Kid feat. Playboi Carti         |
| 2015 | Run It After Da Boat                              | Erstveröffentlichung: 25. Dezember 2015 Lil Yachty feat. Playboi Carti           |
| 2016 | 3 Chains –                                        | Erstveröffentlichung: 26. Januar 2016                                            |
| 2016 | Left Right –                                      | Erstveröffentlichung: 28. Januar 2016 Lil Uzi Vert feat. Playboi Carti           |
| 2016 | Thumbin’ –                                        | Erstveröffentlichung: 19. März 2016 ASAP Ant feat. Playboi Carti                 |
| 2016 | Spike Lee The Persona Tape                        | Erstveröffentlichung: 20. Mai 2016 Maxo Kream feat. Playboi Carti & Rich the Kid |
| 2016 | No Pressure Rich Forever 2                        | Erstveröffentlichung: 23. Mai 2016 Rich the Kid feat. Playboi Carti              |
| 2016 | Red Lean Most Known Unknown (Dolan Beats Classic) | Erstveröffentlichung: 25. November 2016 Dolan Beats feat. Playboi Carti          |
| 2017 | Sleeping with My 9 –                              | Erstveröffentlichung: 11. April 2017 mit UnoTheActivist                          |
| 2017 | Green & Purple –                                  | Erstveröffentlichung: 15. Mai 2017 Travis Scott feat. Playboi Carti              |
| 2017 | WWTW –                                            | Erstveröffentlichung: 29. Juli 2017 mit Lil Yachty & Yung Gleesh                 |
| 2018 | All of Them –                                     | Erstveröffentlichung: 23. Januar 2018 mit Rich the Kid                           |
| 2018 | Love Hurts Die Lit                                | Erstveröffentlichung: 2. Mai 2018 feat. Travis Scott                             |

## Sonderveröffentlichungen
| Jahr | Titel Album                                               | Anmerkungen |
| ---- | --------------------------------------------------------- | --- |
| 2014 | Iknowuknow Cactus Jack                                    | Erstveröffentlichung: 11. September 2014 Ethereal feat. Playboi Carti                                                                               |
| 2015 | Come Here! Final Fantasy                                  | Erstveröffentlichung: 7. Juli 2015 Ethereal feat. Playboi Carti                                                                                     |
| 2015 | Fake AF (Remix) Papicodone EP                             | Erstveröffentlichung: 17. August 2015 Father feat. Playboi Carti                                                                                    |
| 2015 | Saucin’ (Remix) Freewave                                  | Erstveröffentlichung: 15. Oktober 2015 Lucki feat. Playboi Carti                                                                                    |
| 2015 | Ghost Martin Luther Key                                   | Erstveröffentlichung: 25. Dezember 2015 Key! feat. Playboi Carti                                                                                    |
| 2015 | Whole Thang Gift of Gab                                   | Erstveröffentlichung: 25. Dezember 2015 UnoTheActivist feat. Maxo Kream & Playboi Carti                                                             |
| 2016 | Dallas I’ll Call You Tomorrow                             | Erstveröffentlichung: 3. März 2016 Joey Fatts feat. Playboi Carti                                                                                   |
| 2016 | Plug Trap Talk                                            | Erstveröffentlichung: 19. April 2016 Rich the Kid feat. Playboi Carti                                                                               |
| 2016 | What (Remix) Fresh5 3.0                                   | Erstveröffentlichung: 29. April 2016 Chris fresh feat. Lil Yachty, Madeintyo, Playboi Carti & UnoTheActivist                                        |
| 2016 | Party Song Before the Universe                            | Erstveröffentlichung: 7. Juni 2016 Reese LaFlare feat. Cash Carti & Kodak Black                                                                     |
| 2016 | Run It After Da Boat                                      | Erstveröffentlichung: 10. Juni 2016 Lil Yachty feat. Playboi Carti                                                                                  |
| 2016 | Spike Lee The Persona Tape                                | Erstveröffentlichung: 28. Juni 2016 Maxo Kream feat. Playboi Carti & Rich the Kid                                                                   |
| 2016 | No Pressure Rich Forever 2                                | Erstveröffentlichung: 4. Juli 2016 Rich the Kid feat. Playboi Carti                                                                                 |
| 2016 | Booted Up Day 1                                           | Erstveröffentlichung: 5. Juli 2016 DJ Twin feat. Playboi Carti                                                                                      |
| 2016 | Crumbs Big Baby Dram                                      | Erstveröffentlichung: 21. Oktober 2016 DRAM feat. Playboi Carti                                                                                     |
| 2016 | Speedy Gonzales Water White                               | Erstveröffentlichung: 28. Juli 2016 Justin Rose feat. Playboi Carti                                                                                 |
| 2016 | Of Course We Ghetto Flowers The Perfect LUV Tape          | Erstveröffentlichung: 31. Juli 2016 Lil Uzi Vert feat. Offset & Playboi Carti                                                                       |
| 2016 | Lil’ Pill Different                                       | Erstveröffentlichung: 31. Oktober 2016 Famous Dex feat. Playboi Carti                                                                               |
| 2016 | London Town Cozy Tapes, Vol. 1: Friends                   | Erstveröffentlichung: 31. Oktober 2016 ASAP Mob feat. ASAP Ant, ASAP Rocky & Playboi Carti                                                          |
| 2016 | Str8 Up Keep Flexin’                                      | Erstveröffentlichung: 31. Oktober 2016 Rich the Kid feat. Famous Dex & Playboi Carti                                                                |
| 2016 | Telephone Calls Cozy Tapes, Vol. 1: Friends               | Erstveröffentlichung: 31. Oktober 2016 ASAP Mob feat. ASAP Rocky, Playboi Carti, Tyler, the Creator & Yung Gleesh                                   |
| 2016 | Scorin’ Keep God First                                    | Erstveröffentlichung: 10. Dezember 2016 Murda Beatz feat. Offset & Playboi Carti                                                                    |
| 2017 | Every Since Whole Thang                                   | Erstveröffentlichung: 24. Februar 2017 UnoTheActivist feat. Playboi Carti & Thouxanbanfauni                                                         |
| 2017 | Pull Up Diego & Friends                                   | Erstveröffentlichung: 15. April 2017 Diego Money feat. Playboi Carti & UnoTheActivist                                                               |
| 2017 | YSL Drip Season 2                                         | Erstveröffentlichung: 11. Mai 2017 Gunna feat. Playboi Carti                                                                                        |
| 2017 | Every Little Thing I’ll Call You Tomorrow II              | Erstveröffentlichung: 9. Juni 2017 Joey Fatts feat. Playboi Carti                                                                                   |
| 2017 | Minute Perfect Timing                                     | Erstveröffentlichung: 21. Juli 2017 Metro Boomin & Nav feat. Offset & Playboi Carti                                                                 |
| 2017 | Summer Bummer Lust for Life                               | Erstveröffentlichung: 21. Juli 2017 Lana Del Rey feat. ASAP Rocky & Playboi Carti                                                                   |
| 2017 | Mad Man Still Striving                                    | Erstveröffentlichung: 18. August 2017 ASAP Ferg feat. Playboi Carti                                                                                 |
| 2017 | The Mattress (Remix) Still Striving                       | Erstveröffentlichung: 18. August 2017 ASAP Ferg feat. Famous Dex, ASAP Rocky, Playboi Carti & Rich the Kid                                          |
| 2017 | Blowin’ Minds (Skateboard) Cozy Tapes, Vol. 2: Too Cozy   | Erstveröffentlichung: 25. August 2017 ASAP Mob feat. ASAP Ant, ASAP Nast, ASAP Rocky, Chief Keef & Playboi Carti                                    |
| 2017 | Frat Rules Cozy Tapes, Vol. 2: Too Cozy                   | Erstveröffentlichung: 25. August 2017 · Verkäufe: + 500.000; US: Gold · ASAP Mob feat. ASAP Rocky, Big Sean & Playboi Carti                         |
| 2017 | FYBR (First Year Being Rich) Cozy Tapes, Vol. 2: Too Cozy | Erstveröffentlichung: 25. August 2017 ASAP Mob feat. ASAP Ant, ASAP Ferg, ASAP Rocky, ASAP Twelvyy, Key! & Playboi Carti                            |
| 2017 | Get the Bag Cozy Tapes, Vol. 2: Too Cozy                  | Erstveröffentlichung: 25. August 2017 ASAP Mob feat. ASAP Ant, ASAP Ferg, ASAP Nast, ASAP Rocky, ASAP TyY, Playboi Carti & Smooky MarGielaa         |
| 2017 | Perry Aye Cozy Tapes, Vol. 2: Too Cozy                    | Erstveröffentlichung: 25. August 2017 ASAP Mob feat. ASAP Nast, ASAP Rocky, Playboi Carti & Jaden Smith                                             |
| 2017 | RAF Cozy Tapes, Vol. 2: Too Cozy                          | Erstveröffentlichung: 25. August 2017 ASAP Mob feat. ASAP Rocky, Lil Uzi Vert, Frank Ocean, Playboi Carti & Quavo                                   |
| 2017 | Walk on Water Cozy Tapes, Vol. 2: Too Cozy                | Erstveröffentlichung: 25. August 2017 · Verkäufe: + 500.000; US: Gold · ASAP Mob feat. ASAP Ant, ASAP Nast, ASAP Ferg, ASAP Twelvyy & Playboi Carti |
| 2017 | Check Designer Drugz 3                                    | Erstveröffentlichung: 6. Oktober 2017 Hoodrich Pablo Juan feat. Playboi Carti                                                                       |
| 2017 | Butterfly Coupe Wave 1                                    | Erstveröffentlichung: 1. November 2017 MilanMakesBeats feat. Playboi Carti & Yung Bans                                                              |
| 2017 | Still Kickin / On Go Wave 1                               | Erstveröffentlichung: 1. November 2017 MilanMakesBeats feat. Playboi Carti & UnoTheActivist                                                         |
| 2017 | Vlone Thug Wave 1                                         | Erstveröffentlichung: 1. November 2017 MilanMakesBeats feat. Playboi Carti & UnoTheActivist                                                         |
| 2017 | Playboy Magazine Hyperbolic Klout Chamber                 | Erstveröffentlichung: 17. November 2017 Na$karmoney feat. Pi’erre Bourne & Playboi Carti                                                            |
| 2017 | Hit a Lick The Coast                                      | Erstveröffentlichung: 12. Dezember 2017 Harry Fraud feat. Playboi Carti                                                                             |
| 2018 | Ain’t Doin’ That Trap Ye Season 2                         | Erstveröffentlichung: 7. Februar 2018 Southside feat. Playboi Carti                                                                                 |
| 2018 | Almeda When I Get Home                                    | Erstveröffentlichung: 1. März 2018 Solange Knowles feat. Playboi Carti                                                                              |
| 2018 | Red Lean Most Known Unknown (Dolan Beats Classic)         | Erstveröffentlichung: 18. März 2018 Dolan Beats feat. Playboi Carti                                                                                 |
| 2018 | Uh Uh Mansion Muzick                                      | Erstveröffentlichung: 13. Juli 2018 Chief Keef feat. Playboi Carti                                                                                  |
| 2018 | Beam Head in the Clouds                                   | Erstveröffentlichung: 20. Juli 2018 88rising feat. Playboi Carti & Rich Brian                                                                       |
| 2018 | Hang Up the Phone Flex Muzik 2                            | Erstveröffentlichung: 27. Juli 2018 KSupreme feat. Playboi Carti                                                                                    |
| 2018 | Top 5 No Kap                                              | Erstveröffentlichung: 14. September 2018 Kap G feat. Playboi Carti                                                                                  |
| 2018 | Get Dripped Nuthin’ 2 Prove                               | Erstveröffentlichung: 19. Oktober 2018 Lil Yachty feat. Playboi Carti                                                                               |
| 2018 | Bankroll Dponthebeat, Vol. 3                              | Erstveröffentlichung: 19. November 2018 DP Beats feat. Lil Uzi Vert & Playboi Carti                                                                 |
| 2018 | I Don’t Talk Rather You Than Me                           | Erstveröffentlichung: 22. November 2018 John Wic feat. Playboi Carti                                                                                |
| 2018 | 4 T Spoon Yung Bans                                       | Erstveröffentlichung: 31. Dezember 2018 Yung Bans feat. Playboi Carti                                                                               |
| 2019 | Same Yung Nigga Drip or Drown 2                           | Erstveröffentlichung: 22. Februar 2019 Gunna feat. Playboi Carti                                                                                    |
| 2019 | Ciggy Said Light 0001                                     | Erstveröffentlichung: 12. April 2019 Jack Bruno feat. Playboi Carti                                                                                 |
| 2019 | Paid in Full Stay                                         | Erstveröffentlichung: 10. Mai 2019 Safe feat. Playboi Carti                                                                                         |
| 2019 | Earfquake Igor                                            | Erstveröffentlichung: 17. Mai 2019 Tyler, the Creator feat. Playboi Carti                                                                           |
| 2019 | Baguettes in the Face Perfect Ten                         | Erstveröffentlichung: 28. Juni 2019 Mustard feat. A Boogie wit da Hoodie, NAV & Playboi Carti                                                       |
| 2019 | They Afraid of You !                                      | Erstveröffentlichung: 9. August 2019 Trippie Redd feat. Playboi Carti                                                                               |
| 2019 | Intro Ambienceofthepunos                                  | Erstveröffentlichung: 26. Oktober 2019 iAMWVS feat. Pi’erre Bourne & Playboi Carti                                                                  |
| 2019 | What Type of Shit You On Cranberry Porch                  | Erstveröffentlichung: 22. November 2019 YRN Murk feat. Playboi Carti                                                                                |
| 2020 | Pain 1993 Dark Lane Demo Tapes                            | Erstveröffentlichung: 1. Mai 2020 Drake feat. Playboi Carti                                                                                         |
| 2020 | Yayo Starz                                                | Erstveröffentlichung: 15. Mai 2020 Yung Lean feat. Playboi Carti                                                                                    |
| 2020 | Flex Up Lil Boat 3.5                                      | Erstveröffentlichung: 29. Mai 2020 · Verkäufe: + 500.000; US: Gold · Lil Yachty feat. Future & Playboi Carti                                        |
| 2021 | Switching Lanes The Life of Pi’erre 5                     | Erstveröffentlichung: 11. Juni 2021 Pi’erre Bourne feat. Playboi Carti                                                                              |
| 2021 | Place (Remix) Gohanezie                                   | Erstveröffentlichung: 12. Juni 2021 Lil Gohan feat. Playboi Carti                                                                                   |
| 2021 | Homixide Lil 1 DTE                                        | Erstveröffentlichung: 25. Juni 2021 Lil 1 DTE feat. Playboi Carti                                                                                   |
| 2021 | Miss the Rage Trip at Knight                              | Erstveröffentlichung: 20. August 2021 Trippie Redd feat. Playboi Carti                                                                              |
| 2021 | Off the Grid Donda                                        | Erstveröffentlichung: 29. August 2021 Kanye West feat. Playboi Carti                                                                                |
| 2021 | Money Thoughts Looney Tunes                               | Erstveröffentlichung: 22. Oktober 2021 Lil Eyecrust & Valvirus feat. Playboi Carti                                                                  |
| 2022 | Athena New World Order                                    | Erstveröffentlichung: 27. Januar 2022 Dav feat. Playboi Carti                                                                                       |
| 2022 | Can’t Relate Fleeting                                     | Erstveröffentlichung: 27. März 2022 Fleeting feat. Playboi Carti                                                                                    |
| 2022 | Playboy Massacre My Horrific Straight Light Reality       | Erstveröffentlichung: 31. Mai 2022 SSP feat. Playboi Carti                                                                                          |
| 2022 | El Chapo at a Chapel El Chapo @a Chapel                   | Erstveröffentlichung: 1. Juli 2022 Period Tears feat. Playboi Carti                                                                                 |
| 2023 | No Popsicle Snarkotics, Vol. 3                            | Erstveröffentlichung: 9. Juni 2023 Lil Snvrk feat. Playboi Carti                                                                                    |
| 2023 | Fe!n Utopia                                               | Erstveröffentlichung: 28. Juli 2023 Travis Scott feat. Playboi Carti                                                                                |
| 2023 | Overthrow Business Days                                   | Erstveröffentlichung: 29. September 2023 Meladettask feat. Lost Sounds & Playboi Carti                                                              |
| 2024 | Carnival Vultures 1                                       | Erstveröffentlichung: 9. Februar 2024 ¥$ (Ty Dolla Sign & Kanye West) feat. Playboi Carti & Rich the Kid                                            |
| 2024 | Fuk Sumn Vultures 1                                       | Erstveröffentlichung: 9. Februar 2024 ¥$ feat. Playboi Carti & Travis Scott                                                                         |
| 2024 | Popular The Highlights (Deluxe)                           | Erstveröffentlichung: 9. Februar 2024 The Weeknd feat. Madonna & Playboi Carti                                                                      |
| 2024 | Type Shit We Don’t Trust You                              | Erstveröffentlichung: 22. März 2024 Future & Metro Boomin feat. Playboi Carti & Travis Scott                                                        |
| 2024 | I Luv It C,xoxo                                           | Erstveröffentlichung: 28. Juni 2024 Camila Cabello feat. Playboi Carti                                                                              |
| 2024 | Field Trip Vultures 2                                     | Erstveröffentlichung: 3. August 2024 ¥$ feat. Kodak Black, Playboi Carti & Don Toliver                                                              |
| 2024 | Flex FM (Freddit) USB                                     | Erstveröffentlichung: 27. August 2024 Fred Again feat. Future, Lil Yachty, Joy Orbison & Playboi Carti                                              |
| 2024 | I Luv It (Live) Apple Music Live: Camila Cabello          | Erstveröffentlichung: 4. September 2024 Camila Cabello feat. Playboi Carti                                                                          |
| 2024 | Thought I Was Dead Chromakopia                            | Erstveröffentlichung: 28. Oktober 2024 Tyler, the Creator feat. Playboi Carti                                                                       |
| 2024 | M’s El Vault                                              | Erstveröffentlichung: 31. Oktober 2024 Kap G feat. Gunna, Lil Durk & Playboi Carti                                                                  |
| 2025 | Blick Sum Sugar Honey Iced Tea                            | Erstveröffentlichung: 26. Januar 2025 Latto feat. Playboi Carti                                                                                     |
| 2025 | Timeless Hurry Up Tomorrow                                | Erstveröffentlichung: 31. Januar 2025 The Weeknd feat. Playboi Carti                                                                                |

| Jahr | Titel Album                           | Anmerkungen                                                 |
| ---- | ------------------------------------- | ----------------------------------------------------------- |
| 2016 | 2 Door #TrapMoneyBenny                | Erstveröffentlichung: 9. September 2016 mit Insomniac Lambs |
| 2019 | 100 Racks Control the Streets, Vol. 2 | Erstveröffentlichung: 16. August 2019 mit Offset            |

## Statistik

### Chartauswertung
|                     | DE    | AT    | CH    | UK    | US    |
| ------------------- | ----- | ----- | ----- | ----- | ----- |
| Nummer-eins-Alben   | DE—DE | AT1AT | CH1CH | UK1UK | US2US |
| Top-10-Alben        | DE1DE | AT1AT | CH2CH | UK1UK | US3US |
| Alben in den Charts | DE2DE | AT2AT | CH3CH | UK3UK | US4US |

|                       | DE    | AT     | CH     | UK     | US     |
| --------------------- | ----- | ------ | ------ | ------ | ------ |
| Nummer-eins-Singles   | DE—DE | AT—AT  | CH1CH  | UK—UK  | US1US  |
| Top-10-Singles        | DE1DE | AT4AT  | CH5CH  | UK5UK  | US7US  |
| Singles in den Charts | DE7DE | AT14AT | CH14CH | UK16UK | US54US |

### Auszeichnungen für Musikverkäufe
Die Lieder Fell in Luv (+ 45.000 Verkäufe), ILoveUIHateU (+ 25.000), Location (+ 225.000), New Choppa (+ 500.000), R.I.P. (+ 25.000), Rockstar Made (+ 25.000), Sky (+ 725.000) und Stop Breathing (+ 25.000) wurden weder als Singles veröffentlicht, noch erreichten sie aufgrund von Downloads oder Streaming die Charts, dennoch erhielten diese Schallplattenauszeichnungen für nachweisliche Verkäufe.
| Land/RegionAuszeichnungen für Musikverkäufe (Land/Region, Auszeichnungen, Verkäufe, Quellen) | Silber     | Gold       | Platin       | Diamant     | Verkäufe   | Quellen              |
| -------------------------------------------------------------------------------------------- | ---------- | ---------- | ------------ | ----------- | ---------- | -------------------- |
| Australien (ARIA)                                                                            | —          | 3× Gold3   | 8× Platin8   | —           | 665.000    | aria.com.au          |
| Belgien (BRMA)                                                                               | —          | 4× Gold4   | Platin1      | —           | 120.000    | ultratop.be          |
| Brasilien (PMB)                                                                              | —          | 5× Gold5   | 10× Platin10 | 2× Diamant2 | 820.000    | pro-musicabr.org.br  |
| Dänemark (IFPI)                                                                              | —          | 6× Gold6   | Platin1      | —           | 290.000    | ifpi.dk              |
| Deutschland (BVMI)                                                                           | —          | 2× Gold2   | —            | —           | 600.000    | musikindustrie.de    |
| Frankreich (SNEP)                                                                            | —          | 2× Gold2   | 3× Platin3   | —           | 800.000    | snepmusique.com      |
| Griechenland (IFPI)                                                                          | —          | Gold1      | 7× Platin7   | —           | 150.000    | Einzelnachweise      |
| Italien (FIMI)                                                                               | —          | Gold1      | 2× Platin2   | —           | 250.000    | fimi.it              |
| Kanada (MC)                                                                                  | —          | 2× Gold2   | 12× Platin12 | —           | 1.040.000  | musiccanada.com      |
| Mexiko (AMPROFON)                                                                            | —          | —          | Platin1      | —           | 140.000    | amprofon.com.mx      |
| Neuseeland (RMNZ)                                                                            | —          | 2× Gold2   | 10× Platin10 | —           | 277.500    | radioscope.co.nz NZ2 |
| Österreich (IFPI)                                                                            | —          | Gold1      | —            | —           | 15.000     | ifpi.at              |
| Polen (ZPAV)                                                                                 | —          | 15× Gold15 | 10× Platin10 | —           | 770.000    | olis.pl              |
| Portugal (AFP)                                                                               | —          | 2× Gold2   | 5× Platin5   | —           | 60.000     | Einzelnachweise      |
| Schweden (IFPI)                                                                              | —          | Gold1      | —            | —           | 60.000     | sverigetopplistan.se |
| Schweiz (IFPI)                                                                               | —          | 2× Gold2   | Platin1      | —           | 60.000     | hitparade.ch         |
| Spanien (Promusicae)                                                                         | —          | 3× Gold3   | —            | —           | 90.000     | elportaldemusica.es  |
| Südafrika (RISA)                                                                             | —          | Gold1      | —            | —           | 20.000     | Einzelnachweise      |
| Ungarn (MAHASZ)                                                                              | —          | Gold1      | —            | —           | 2.000      | slagerlistak.hu      |
| Vereinigte Staaten (RIAA)                                                                    | —          | 10× Gold10 | 20× Platin20 | —           | 25.000.000 | riaa.com             |
| Vereinigtes Königreich (BPI)                                                                 | 9× Silber9 | 6× Gold6   | 3× Platin3   | —           | 4.960.000  | bpi.co.uk            |
| Zentralamerika (CFC)                                                                         | —          | Gold1      | Platin1      | —           | 105.000    | cfc-musica.com       |
| Insgesamt                                                                                    | 9× Silber9 | 71× Gold71 | 95× Platin95 | 2× Diamant2 |            |                      |